# Bugilliesia
Bugilliesia is een geslacht van haften (Ephemeroptera) uit de familie Baetidae.

## Soorten
Het geslacht Bugilliesia omvat de volgende soorten:
- Bugilliesia biloba
- Bugilliesia cavalliensis
- Bugilliesia grisea
- Bugilliesia guineensis
- Bugilliesia margaretae
- Bugilliesia mirandei
- Bugilliesia nitida
- Bugilliesia notabilis
- Bugilliesia sudanensis
- Bugilliesia truncata